# Сенді Джардін
Сенді Джардін (англ. Sandy Jardine, нар. 31 грудня 1948, Единбург, Велика Британія — пом. 24 квітня 2014) — шотландський футболіст, захисник. По завершенні ігрової кар'єри — футбольний тренер.
Як гравець насамперед відомий виступами за клуб «Рейнджерс», а також національну збірну Шотландії.
Триразовий чемпіон Шотландії. П'ятиразовий володар Кубка Шотландії. П'ятиразовий володар Кубка шотландської ліги. Володар Кубка Кубків УЄФА.

## Клубна кар'єра
У дорослому футболі дебютував 1965 року виступами за команду клубу «Рейнджерс», в якій провів сімнадцять сезонів, взявши участь у 451 матчі чемпіонату. Більшість часу, проведеного у складі «Рейнджерс», був основним гравцем захисту команди. За цей час тричі виборював титул чемпіона Шотландії, ставав володарем Кубка Кубків УЄФА.
Завершив професійну ігрову кар'єру у клубі «Хартс», за команду якого виступав протягом 1982–1988 років.

## Виступи за збірну
У 1970 році дебютував в офіційних матчах у складі національної збірної Шотландії. Протягом кар'єри у національній команді, яка тривала 10 років, провів у формі головної команди країни 38 матчів, забивши 1 гол.
У складі збірної був учасником чемпіонату світу 1974 року у ФРН, чемпіонату світу 1978 року в Аргентині.

## Кар'єра тренера
Розпочав тренерську кар'єру, ще продовжуючи грати на полі, 1986 року, очоливши тренерський штаб клубу «Хартс». Тренував команду до 1988 року. Наразі досвід тренерської роботи обмежується цим клубом.

## Титули і досягнення

### Командні
- Чемпіон Шотландії (3):

«Рейнджерс»: 1974-75, 1975-76, 1977-78
- Володар Кубка Шотландії (5):

«Рейнджерс»: 1972-73, 1975-76, 1977-78, 1978-79, 1980-81
- Володар Кубка шотландської ліги (5):

«Рейнджерс»: 1970-71, 1975-76, 1977-78, 1978-79, 1981-82
- Володар Кубка Кубків УЄФА (1):

«Рейнджерс»: 1971-72

### Особисті
- Футболіст року в Шотландії:

«Рейнджерс»: 1974-75
«Хартс»: 1985-86